# Dimitrana Ivanova
Dimitrana Ivanova (en Bulgare : Димитрана Иванова) est une enseignante, journaliste et militante bulgare pour les droits des femmes.
Elle est l'une des figures actives dans le mouvement pour l'égalité des droits des femmes en Bulgarie au début du XXe siècle. Elle a milité pour les droits civils et politiques des femmes, et a joué un rôle clé dans la promotion de l'éducation des filles et la participation des femmes à la vie publique et professionnelle. En tant que journaliste, elle a contribué à des publications qui soutiennent les droits des femmes et l'émancipation des femmes en Bulgarie.

## Biographie
Dimitrana Ivanova est née le 1er février 1881 à Roussé, dans la famille de Stanka et Petăr Drumëvi. Elle termine le lycée de filles à Roussé et, à l'âge de 16 ans, elle part étudier la philosophie et la pédagogie à l'Université de Zurich, en Suisse,.
Pendant son époque en Bulgarie, les femmes sont autorisées à assister aux cours à l'Université de Sofia qu'à partir de 1896, et n'ont pu y être officiellement étudiantes qu'en 1901. Même après cela, l'accès reste limité, car les lycées pour filles n'offrent que six des sept grades secondaires nécessaires pour l'admission à l'université. En conséquence, Dimitrana Ivanova se voit refuser l'accès à la faculté de droit à Sofia. Elle se rend alors en Suisse pour étudier l'éducation et la philosophie à l'Université de Zurich, devenant ainsi la première femme à y étudier.
À partir de son retour en Bulgarie en 1900, elle devient enseignante dans les lycées de filles à Popovo, Choumen, Pleven, Veliko Tarnovo, et plus tard à Roussé.
En parallèle, Dimitrana Ivanova écrit des articles sur des sujets pédagogiques pour les revues professionnelles "Учител" (Uchitel) et "Училищен преглед" (Uchilischen pregled).
À partir de 1905, elle collabore avec les journaux "Учителска пробуда" (Uchitelska probuda) et "Женски глас" (Zhenski glas) et devient la rédactrice en chef de ce dernier de septembre 1920 à septembre 1944.
En 1908, elle devient membre de la société "Dobrodetel" de Roussé, qui œuvre principalement pour l'éducation et l'émancipation culturelle des femmes. Elle en a été la présidente de 1908 à 1911.
Dimitrana Ivanova est aussi infirmière pendant les Guerres balkaniques (1912-1913).
Elle se marie en 1914 avec le professeur Doncho Ivanov. Elle est mère de trois enfants, nés en 1916, 1917 et 1918.
En 1921, Dimitrana Ivanova dépose une nouvelle demande pour étudier à la Faculté de Droit de l'Université de Sofia, et obtient cette fois l'autorisation d'y être admise. Elle y obtient son diplôme en 1927.
Après le 9 septembre 1944, la vie de Dimitrana Ivanova connaît un tournant dramatique. Le 28 septembre 1944, elle est arrêtée par le nouveau régime communiste pour suspicion de sympathies pro-allemandes et pro-fascistes en raison de ses nombreux contacts avec l'Allemagne. Elle est libérée après quatre mois sous condition de quitter Sofia et s'installe à Roussé. Plus tard, elle revient à Sofia.
Elle meurt le 29 mai 1960 à Sofia.

## Militantisme pour les droits des femmes
En juin 1911, Dimitrana Ivanova est déléguée au congrès de l'Union des femmes bulgares (Българския женски съюз), où les dispositions constitutionnelles concernant les droits de vote des femmes sont discutées.
Elle travaille activement sur les questions liées à la famille, au rôle de l'épouse et de la mère, ainsi qu'à la protection sociale de la maternité et de l'enfance.
Elle devient aussi membre de la Société de lutte contre la criminalité juvénile, et en 1925, elle fait partie des fondatrices de la Société de protection des enfants (Дружество за защита на децата) et en est membre du conseil d'administration jusqu'en 1935.
Au début des années 1920, déjà une militante consciente et active, elle décide qu'une formation juridique pourrait l'aider dans sa lutte et dans la promotion des idées d'égalité des droits des femmes. Elle tente de s'inscrire à la faculté de droit de l'Université de Sofia, mais sa demande est rejetée sous prétexte qu'elle "n'a pas terminé ses études secondaires" (les lycées bulgares étant désormais à huit classes, alors qu'elle avait terminé un lycée de six classes). Elle décide alors de lutter "contre les injustices envers les femmes et contre le formalisme". Finalement, après avoir terminé le huitième grade, elle s'inscrit à la faculté de droit et obtient son diplôme avec succès en 1927,.
De 1929 à 1931, Dimitrana Ivanova lance et dirige le magazine mensuel La Femme, dans lequel elle traite des questions juridiques relatives à la condition subordonnée des femmes. Elle écrit également pour divers journaux, abordant des sujets liés à la vie des femmes et à leur avenir,.
De 1926 à 1944, elle préside l'Union des femmes bulgares. Militante pour l'égalité des sexes dans l'éducation et pour le droit des femmes juristes à exercer comme avocates et juges. Ainsi, sous sa présidence, deux questions reçoivent une attention particulière : la permission pour les femmes de pratiquer le droit, considérée comme une question symbolique importante, représentant le droit des femmes d'accéder à d'autres professions similaires ; et le droit de vote des femmes. Enfin, après une longue lutte, elle devient l'une des premières femmes bulgares à obtenir le droit de travailler comme avocate ou juge. En outre, en 1937, les femmes mariées, divorcées et veuves de plus de 21 ans ont acquis le droit de vote lors des élections municipales, bien qu'elles ne puissent toujours pas se présenter aux élections. C'est la première étape vers l'obtention du droit de vote pour toutes les femmes en 1944 dans le pays,.
De 1935 à 1940, elle est membre du conseil d'administration de l'Alliance internationale des femmes.
Elle devient une figure controversée bien connue dans le débat public et est fréquemment caricaturée dans la presse.

## Sources
1. 1 2 3 4 5 6 7 8 9 10 11 12 13 14 15 16 17 18  Krassimira Daskalova, « The women's movement in Bulgaria in a life story », Women's History Review, vol. 13, no 1,‎ 1er mars 2004, p. 91–104 (ISSN 0961-2025 et 1747-583X, DOI 10.1080/09612020400200384, lire en ligne, consulté le 19 novembre 2024)
2. 1 2 3 4 5 6  « Dimitrana Ivanova – Tag Project », sur tagproject.eu (consulté le 19 novembre 2024)